# Ilwad Elman
Ilwad Elman (somali: Ilwaad Elman) (Mogadiscio, 1990) és una activista social somali-canadenca. Treballa al Centre Elman per la Pau i els Drets Humans a Mogadishu amb la seva mare Fartuun Adan, la fundadora de la ONG. Va ser votada la Personalitat Jove africana (femenina) de l'Any durant la 2016 Joventut d'Àfrica Premis.

## Vida personal
Ilwad va néixer entre el 1989 i el 1990 a Mogadishu, Somàlia. És una de les quatre filles del difunt emprenedor i activista per la pau Elman Ali Ahmed i l'activista social Fartuun Adan.
El seu pare va ser un apassionat activista per la pau durant la dècada del 1990 i va encunyar el famós mantra de Somàlia: "deixa caure la pistola, agafa el bolígraf". Va ser assassinat el 1996 per la seva feina en els drets humans i fins al dia d'avui se l'anomena el Pare somali de la Pau.
IEl 2010 l'Ilwad va tornar del Canadà a Somàlia mentre el conflicte encara estava en peu i la major part de Mogadishu i les regions Centrals del sud de Somàlia eren perdudes a mans del grup terrorista Al-Shabaab, relacionat amb Al-Qaeda. Des d'aleshores s'ha quedat a Somàlia, amb la seva mare Fartuun Adan, cofundant el primer centre de crisis de violacions per supervivents de violència sexual i de gènere, creant intervencions dirigides a crear un espai inclusiu per les dones en la construcció de pau, i desenvolupant programes pel desarmament i rehabilitació de nens soldats i adults desertors de grups armats.
El 20 de novembre de 2019, les autoritats locals van anunciar que la seva germana Almaas Elman, qui també havia retornat a Somàlia com a treballadora humanitària, havia mort d'un tret prop de l'aeroport de Mogadishu.

## Carrera
En honor d'Ahmed, Fartuun Adan i els seus fills van establir el Centre Elman per la Pau i els Drets Humans a Mogadishu. Adan és la directora executiva de la ONG. Ilwad ocupa la posició de directora de programes i desenvolupament. És responsable dels dissenys i de supervisar els programes del centre amb un portafoli que se centra en:
- Drets humans
- Justícia de Gènere
- Protecció dels ciutadans
- Pau i seguretat
- Emprenedoria social

També ajuda a fer funcionar el "Sister Somalia", una filial del Centre Elman per la Pau i els Drets Human. El primer programa del país per l'assistència a les víctimes de violència de gènere, proporciona teràpia, salut i residència per les dones en necessitat. La feina del centre ha ajudat a sensibilitzar localment en el problema, i encoratjar canvis en la política del govern..L'Ilwad també ha dut a terme tallers educacionals per membres vulnerables de la societat, i ha dissenyat i implementat projectes per promoure un manteniment de vida alternatius tant pels joves com pels grans.
A mitjans del 2012, Mogadishu va celebrar la seva primera conferència TEDx. L'esdeveniment va ser organitzat pel Primer Banc Somali per mostrar millores en el sector empreserial, desenvolupament i seguretat a possibles inversors somalis i internacionals. L'Ilwad va ser una de les oradores, i va explicar el rol de Sister Somalia en el procés post-conflicte de reconstrucció del país.
A part dels seus deures a l'"Elman Peace", també és una advocada per "Extremely Together", una iniciativa creada per la fundació Kofi Annan, on ella i nou més líders joves sota el tutoratge de Kofi Annan ajuden a prevenir la violència extremista, tot inspirant i empoderant la joventut a nivell global.
Ha servit com a la "One Young World Ambassador" de Somàlia des del 2013 i el següent any va ser anomenada ambaixadora jove a Somàlia per acabar la violència sexual en el conflicte.
En un informe exclusiu, el maig de 2016, The Washington Post va descriure el rol d'Elman, i el centre amb el mateix, en nois en rehabilitació, que havien estat alliberats després de ser utilitzats com a nens soldats, i just després, reclutats secretament com a espies de la nova agència d'intel·ligècia de Somàlia.
Ilwad va informar sobre la protecció civil al Consell de Seguretat de la ONU durant el debat de 2015; va ser el primer cop que un representant de societat civil va ser convidat per parlar d'aquest teme, així com el primer cop que el tema del debat estava orientat en l'empoderament i la participació de les dones. Més tard va co-escriure el "Youth Action Agenda on Countering Violent Extremism" que va ser citat en la Resolució de Consell de Seguretat de l'ONU 2250 sobre la joventut, la pau i la seguretat. L'agost de 2016, Ilwad va ser anomenada assessora experta en Joventut, Pau i Seguretat pel Secretari General de l'ONU, Ban Ki-Moon, i des d'aleshores s'encarrega de desenvolupar una estratègia en l'UNSCR 2250.
Des de la primeria línia del conflicte i sovint davant d'inseguretats extremes; Ilwad continua innovant els esforços del Centre Elman per la Pau i els Drets Human. A través de l'efecte combinat de les intevencions des de baix que dissenya i la seva advocacia global, ha desencadenat i inspirat moviments nacionals de caràcter intern, i ha aconseguit l'atenció internacional per dur a terme accions que portin a solucions de llarga durada per acabar amb el patiment humà i la perllongada crisi a Somàlia.

## Premis i reconeixement
Ilwad ha estat honorada amb els següents premis:
- 2015 Gleitsman International Activist Award, Harvard Kennedy School Center for Public Leadership[11]
- 2016 Right the Wrongs Award, Oxfam Amèrica
- 2016 Young African Woman of the Year Award
- 100 Most Influential Young Africans of 2017
- 2017 BET Global Good Star Award
- Finalista del Premi Aurora Premi per despertar la humanitat (awakening humanity)[12]
- Elman va ser a la llista de les 100 Dones de la BBC anunciada el 23 de novembre de 2020.[13]

## Altres honors
El 2014, Elman va ser anomenada una YALI Fellow pel Departament dels Estats Units d'Estatal. El 2018, va ser convidada per assistir al Programa de Dirigents Internacional del l'oficina de "Foreign and Commonwelth" del Regne Unit. El 2019, va ser preseleccionada pel premi Nobel de la Pau.